# Jules-Philippe Godard
Pour les articles homonymes, voir Godard.
Jules-Philippe Godard, né à Liège le 15 décembre 1899 et mort à Lausanne le 8 octobre 1978 , est un musicien belge, compositeur, pianiste, trompettiste et chef d'orchestre.

## Biographie
Jules-Philippe Godard commence tout d'abord des études de trompette dans la classe de Théophile Charlier au Conservatoire royal de Liège, et obtient un premier prix de virtuosité en 1914. La même année, il s'établit en Suisse après la déclaration de la Première Guerre mondiale et s'inscrit à l'Institut de Ribaupierre à Vevey où il acquiert une formation théorique auprès d'Auguste Sérieyx. En 1923, il obtient son diplôme de piano dans la classe de Mathilde de Ribaupierre.
Très actif dans la vie musicale de la région de Montreux dans les années 1930, Jules-Philippe Godard effectue également de nombreuses tournées en Europe, aux États-Unis et au Moyen Orient avec le violoniste Jacques Thibaud. Durant cette période, il travaille aussi avec Alfred Cortot, Pablo Casals, Ignacy Paderewski ainsi qu'avec les frères Georges et Victor Desarzens. De 1934 à 1935, il joue comme trompettiste à l'Orchestre de Radio-Lausanne, puis à l'Orchestre de Lugano un an plus tard. Lorsque la guerre éclate en 1939, il rentre en Belgique avant d'être démobilisé quelques mois plus tard.
De 1943 à 1969, Jules-Philippe Godard est professeur au Conservatoire de Fribourg, où il enseigne "les instruments à embouchures", et notamment la trompette. Parallèlement à ce rôle d'enseignant, Jules-Philippe Godard est particulièrement actif en tant que chef d'orchestre dans les cantons de Vaud, Fribourg et Neuchâtel. Il dirige de nombreuses formations instrumentales dont l'Harmonie lausannoise de 1954 à 1968 et le Corps de Musique de la Ville de Bulle. Il officie également à la tête des fanfares de la Fête des Vignerons de Carlo Hemmerling en 1955. On lui doit en outre de nombreuses compositions originales pour fanfare et harmonie, ainsi que plusieurs adaptations d'œuvres de Tchaikowsky, Bizet, Smetana ou encore Glinka.
Jules-Philippe Godard prend sa retraite en 1969 et s'installe à Prilly. Il décède le 8 octobre 1978 à Lausanne, des suites d'ennuis cardiaques. Un fonds Jules-Philippe Godard a été créé à la Bibliothèque cantonale et universitaire - Lausanne.

## Sources
- « Jules-Philippe Godard », sur la base de données des personnalités vaudoises sur la plateforme « Patrinum » de la Bibliothèque cantonale et universitaire de Lausanne.
- Jean-Louis Matthey, Jules-Philippe Godard (1899-1978) : [musicien belge en Suisse romande] : note biographique et catalogue des œuvres, Lausanne, Bibliothèque cantonale et universitaire, Département de la musique, Section des Archives musicales, 1997, pp. 5-10